# Aurelio Vidmar
Aurelio Vidmar, avstralski nogometaš slovenskega rodu, * 3. februar 1967, Adelaide, Avstralija.
Njegov brat Tony Vidmar je bil prav tako nogometaš.